# Feature (Darstellungsform)
Das Feature (englisch feature „Merkmal“, „Charakteristik“) ist eine journalistische Darstellungsform. Features enthalten sowohl Merkmale einer Reportage als auch einer Dokumentation. Während die Form im englischen Sprachraum weitverbreitet ist und mit bedeutenden Auszeichnungen geehrt wird (Pulitzer-Preis für Feature Writing und Feature Photography), hat sich der Begriff im deutschen Sprachraum nur im Hörfunk („Radio-Feature“) fest etabliert.

## Charakteristik
Features zeichnen sich aus durch: 
- dramaturgische Gestaltung
- bildhafte Sprache

Das Feature ist eine Sonderform der Reportage, die stärker überzeitlich ausgerichtet ist und immer wieder anhand des bildhaft Erzählten faktenuntermauert Schlüsse zieht.

„Der ständige Wechsel zwischen Anschauung und Abstraktion, zwischen Schilderung und Schlussfolgerung kennzeichnet die Darstellungsform Feature. Ein Feature-Schreiber ist deshalb mehr als nur Reporter: Er schildert zwar auch, aber nur zur Illustration dessen, was er darstellen oder erklären will.“

Das Feature ist eine Darstellungsform, die anhand konkreter erzählerischer Beispiele ein Thema mittels Fakten behandelt. Sachverhalte werden durch kleine Geschichten, Szenen und Zitate in Bilder übersetzt, die dem Alltagswissen des Rezipienten entsprechen.
Walther von La Roche erklärt im Buch „Einführung in den praktischen Journalismus“ den Unterschied zwischen Reportage und Feature anhand einer Geschichte über Feuermelder: „Schrilles Klingeln, am Nummernpult leuchtet’s auf. In der Einsatzzentrale der Hamburger Polizei ist über direkten Draht ein Notruf von Alarmanschluß 3138 gekommen […] Die Ermittlungen ergeben: Es war eine Maus, die den Fehlalarm ausgelöst hatte.“
Dieser erste Teil zeigt Züge einer Reportage, bis er zum zweiten Teil übergeht, der mittels Fakten erklärt und schildert (und somit das Feature komplettiert):
„Allenthalben in westdeutschen Großstädten, die über ein Notrufnetz mit direkt geschalteten Alarmanlagen in Banken, Geschäften und Büros verfügen, klingelt oder piepst es täglich […] das ist keineswegs Rarität, sondern die Regel. In Hamburg wurde im vergangenen Jahr 2493mal Fehlalarm registriert, nur 162mal war der Alarm regulär.“